# Parasteatoda lanyuensis
Parasteatoda lanyuensis là một loài nhện trong họ Theridiidae.
Loài này thuộc chi Parasteatoda. Parasteatoda lanyuensis được miêu tả năm 2000 bởi Yoshida, Tso & Severinghaus.